# 北屯市
北屯市（ほくとん-し）は、中華人民共和国新疆ウイグル自治区に位置する区直轄県級市。

## 歴史
北屯市はアルタイ地区の中心地であり、多勒布爾津と称された。1958年に新疆生産建設兵団が入植し、中国最北端の開墾地となったことから北屯と称されるようになった。2011年12月20日に国務院が県級市設置を認可、12月28日に北屯市が設置された。

## 行政区画
3街道、4団（鎮）を管轄：
- 街道弁事処：天驕街道、竜疆街道、軍墾街道
- 団（鎮）：北屯鎮、183団双渠鎮、187団豊慶鎮、188団海川鎮

## 交通
- 奎屯阿勒泰高速公路
- 奎北線